# Campo céltico

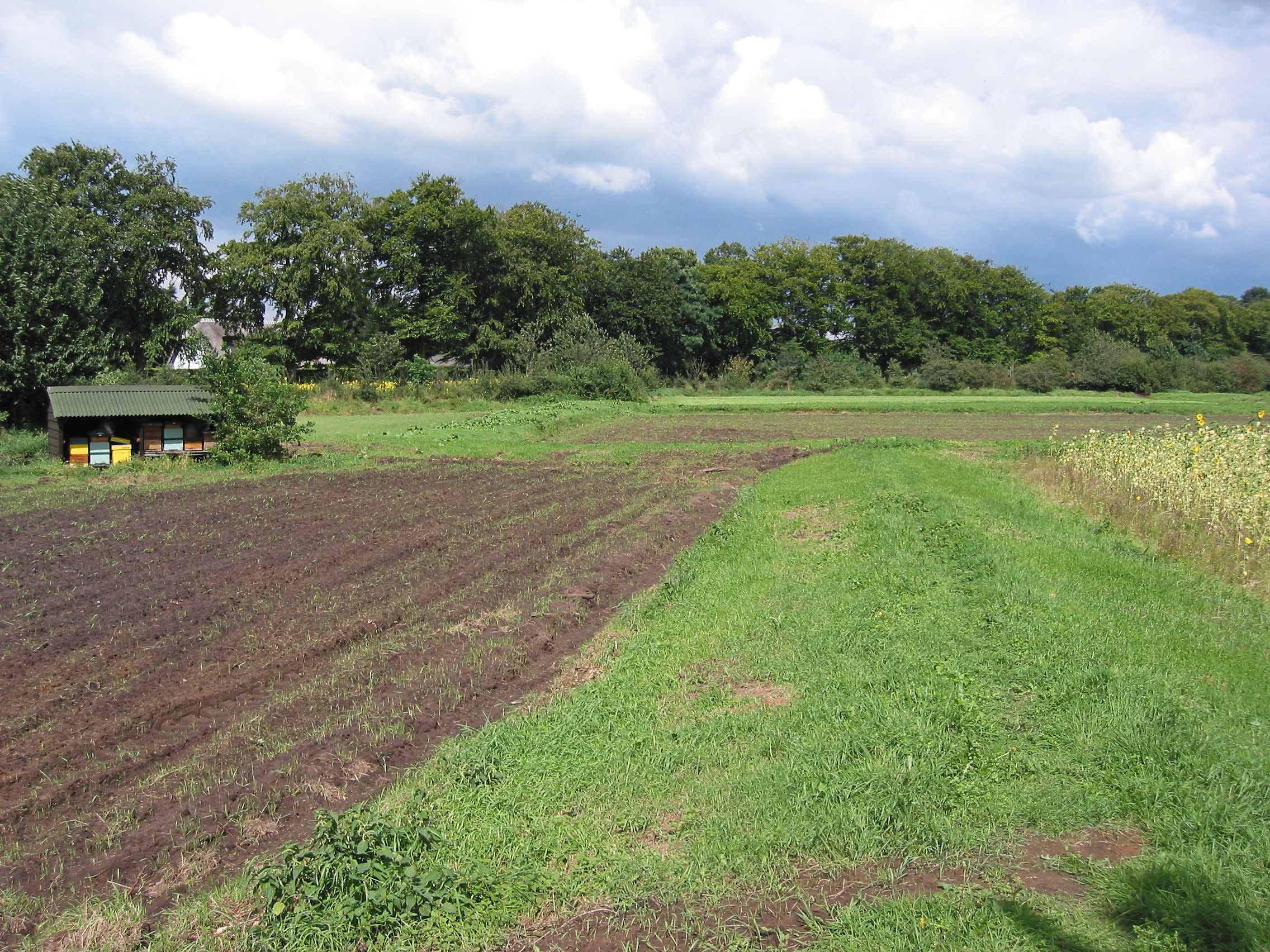
Campos celtas en el Wekeromse Zand en Gelderland, Países Bajos

El campo celta o céltico (en neerlandés, raatakker) es el antiguo nombre para los vestigios de los primeros sistemas prehistóricos de agricultura que se encuentran en el noroeste de Europa; es decir, Gran Bretaña, Irlanda, Bélgica, Países Bajos, Alemania, Dinamarca, Francia, Suecia, Polonia y los estados bálticos. Los campos en sí no están relacionados con la cultura celta.
El nombre fue otorgado por el arqueólogo británico O.G.S. Crawford. Ocasionalmente son preservados en áreas donde no se adoptó la agricultura industrial, y pueden datarse desde cualquier momento de la Edad del Bronce medio (c. 1800 a. C.) hasta la Alta Edad Media. Estos campos pueden ser preservados como obras o marcas de tierra.

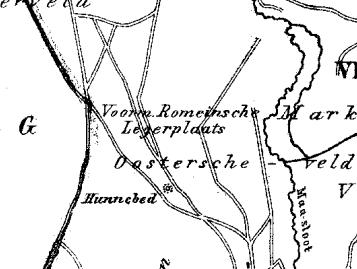
Campos en un mapa de 1858, catalogado como sitio del ejército romano

Estos campos se caracterizan por su proximidad a otros elementos antiguos, tales como recintos, caminos excavados y granjas; y se dividen en un patrón de retazos de parcelas cuadradas que rara vez tienen más de 2.000 m² de superficie; aunque se conocen algunos ejemplos más grandes (por ejemplo, Dorset y Wiltshire). El pequeño tamaño de las parcelas (35-50 m) sugiere que cada una fue cultivada por un individuo o una familia.
Los linces son la evidencia de arado temprano que a menudo se pueden ver en los extremos superiores e inferiores. La agricultura romana a gran escala los reemplazó en las tierras bajas de Gran Bretaña, y son más comunes en regiones menos accesibles como el West Country. 